# Comitatul Johnson, Kentucky
Comitatul Johnson (în engleză Johnson County) este un comitat din statul Kentucky, Statele Unite ale Americii. Conform recensământului din 2010 avea o populație de 23.356 de locuitori. Reședința comitatului este orașul Paintsville.

## Comitate adiacente
- Lawrence County  (nord)
- Martin County  (est)
- Floyd County  (sud)
- Magoffin County  (sud-vest)
- Morgan County  (nord-vest)

## Transport

### Autostrăzi majore
- U.S. Route 23
- U.S. Route 460
- Kentucky Route 40
- Kentucky Route 321
- Kentucky Route 3